# 120 mm/50 морско оръдие Викерс
120 mm/50 морско оръдие Викерс е 120 mm оръдие, разработено от британската компания „Викерс“ (на английски: Vickers), а след това произвеждано от Обуховския завод (Санкт Петербург), Русия. Прието на въоръжение от Руския императорски флот през 1905 г. С тези оръдия са въоръжени броненосния крайцер Рюрик II, линейните кораби от типа „Севастопол“ (4 единици), мониторите тип „Шквал“ (8 единици) и канонерските лодки тип „Хивинец“. Освен това са използвани и като оръдия на бреговата отбрана. Оръдията са били на въоръжение през Първата световна война, и в Гражданската война и Великата отечествена война.